# 大谷さやまこども園
大谷さやまこども園（おおたにさやまこどもえん）は、学校法人大谷学園が運営する大阪府大阪狭山市今熊1丁目にある私立の幼保連携型認定こども園。大阪大谷大学の系列校。真宗大谷派の公益社団法人大阪保育協会に属する。2019年4月に学校法人大谷学園大谷幼稚園が富田林市寺池台から大阪狭山市に移転、改称して発足した。

## 沿革

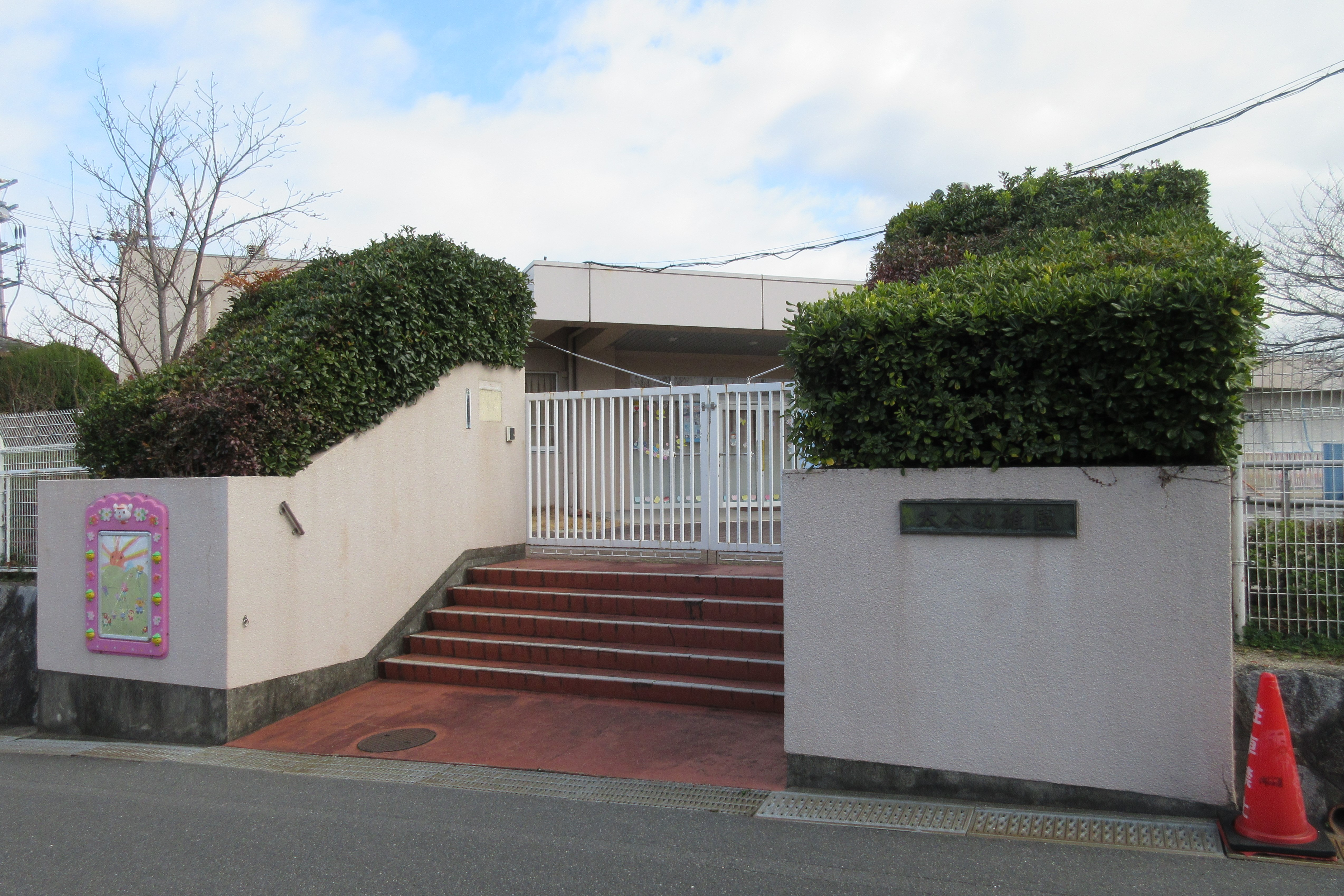
旧 大谷幼稚園の正門（富田林市）

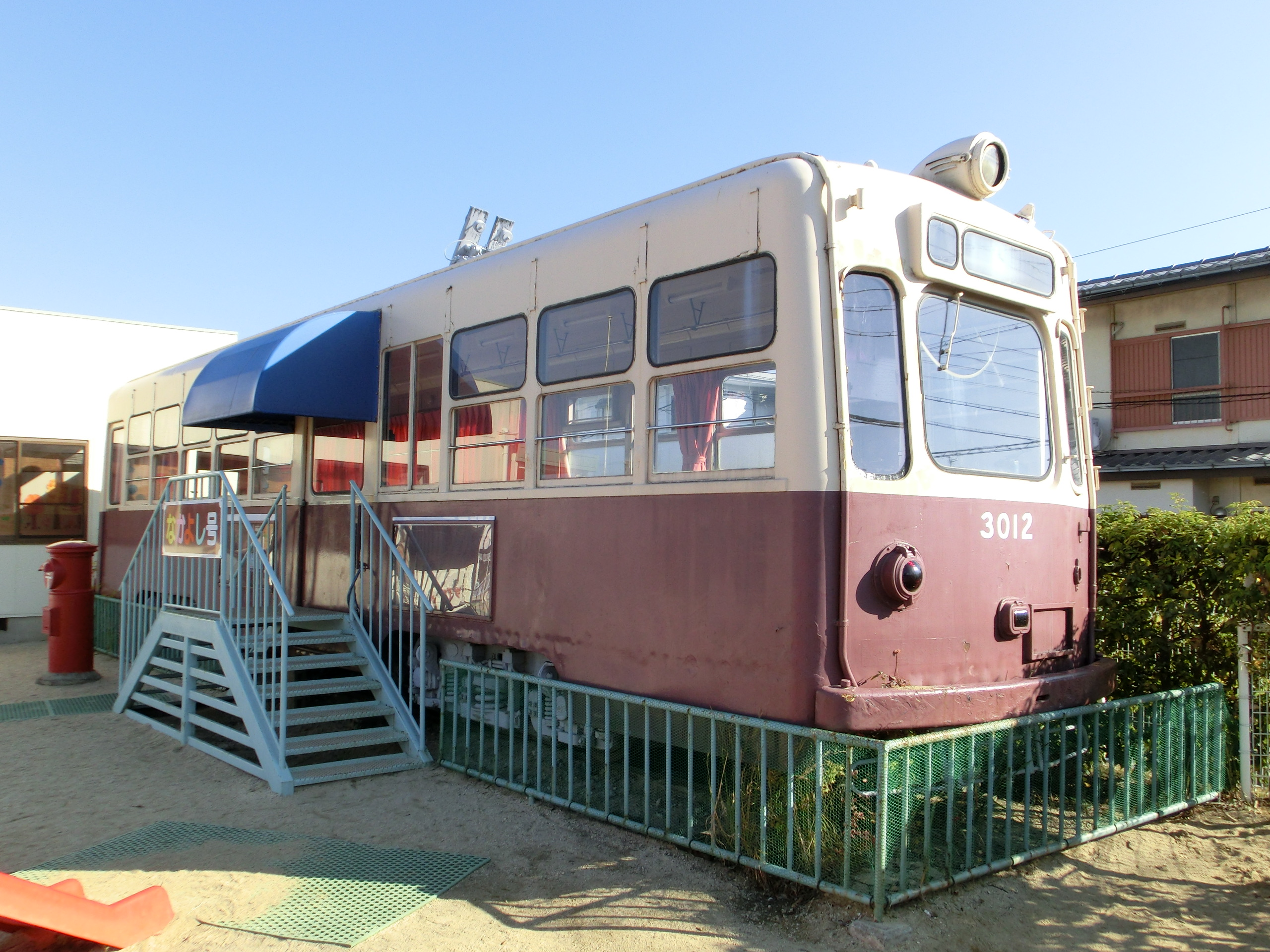
旧 大谷幼稚園園内にあった大阪市電3012号

- 1969年10月 - 学校法人大谷学園大谷幼稚園として設立。（富田林市寺池台2-11-14）
- 1989年 - 創立20周年記念式典。
- 2008年 - 大谷学園創立100周年記念事業実施。
- 2009年 - 幼稚園創立40周年記念事業実施。
- 2019年4月1日 – 設立50年目に大阪狭山市立西幼稚園跡に移転し、幼保連携型こども園「大谷さやまこども園」に改称[2]。

## 交通
- 南海高野線金剛駅から南海バス狭山ニュータウン線 亀の甲バス停 より徒歩350 m。